# GlobalFoundries
GLOBALFOUNDRIES (también conocido como GF) es una fundición de semiconductores estadounidense con sede en Santa Clara (California), Estados Unidos. GLOBALFOUNDRIES fue creado por la desinversión del brazo de fabricación de Advanced Micro Devices (AMD). El Emirato de Abu Dhabi es el propietario de la empresa a través de su filial Advanced Technology Investment Company (ATIC).
La firma fabrica circuitos integrados de alto volumen principalmente para compañías de semiconductores como AMD, Broadcom, Qualcomm y STMicroelectronics. Tiene cinco plantas de fabricación de obleas de 200 mm en Singapur, una planta de 300 mm cada una en Alemania y Singapur, y tres plantas en los Estados Unidos: una planta de 200 mm en Vermont (donde es el mayor empleador privado) y dos plantas de 300 mm en Nueva York.
GLOBALFOUNDRIES planea convertirse en una empresa que cotiza en bolsa en 2022.

## Producción
Por ahora, la GF posee ocho fábricas de producción de placas de silicio de 200 y 300 milímetros.
Las placas de 300 mm se producen en la fábrica Fab 1/7/8. Las de 200 mm, en las fábricas  Fab 2/3/4/5/6. Al comienzo de la década de 2010, las potencias de producción se estimaban en 1,6 millones de placas de 300 mm y 2,2 millones de placas de 200mm por año.
La compañía posee tres grupos de procesos tecnológicos: Super High Performance (SHP), Low Power/Super Low Power (LP/SLP), High Performance (HP, Generic).  Ella tiene producción de nivel de 14 y 12 nm.

## Fábricas
| Nombre  | Wafer  | Localización                                                                                | Localización                            |
| ------- | ------ | ------------------------------------------------------------------------------------------- | --------------------------------------- |
| Fab 1   | 300 mm | Dresden, Alemania                                                                           | 51°07′30″N 13°42′58″E / 51.125, 13.716  |
| Fab 2   | 200 mm | Woodlands, Singapur                                                                         | 1°26′10″N 103°45′58″E / 1.436, 103.766  |
| Fab 3/5 | 200 mm | Woodlands, Singapur                                                                         | 1°26′10″N 103°45′58″E / 1.436, 103.766  |
| Fab 3E  | 200 mm | Tampines, Singapur (2019: vendida a VIS)                                                    |                                         |
| Fab 6   | 200 mm | Woodlands, Singapur (convertida a 300mm y fusionada en Fab 7)                               | 1°26′10″N 103°45′58″E / 1.436, 103.766  |
| Fab 7   | 300 mm | Woodlands, Singapur                                                                         | 1°26′10″N 103°45′58″E / 1.436, 103.766  |
| Fab 8   | 300 mm | Luther Forest Technology Campus, Saratoga County, New York, United States                   | 42°58′12″N 73°45′22″O / 42.970, -73.756 |
| Fab 9   | 200 mm | Essex Junction, Vermont, United States                                                      | 44°29′N 73°06′O / 44.48, -73.10         |
| Fab 10  | 300 mm | East Fishkill, New York, United States (2019: comienza la transferencia a ON Semiconductor) | 41°32′24″N 73°49′19″O / 41.540, -73.822 |
| Fab 11  | 300 mm | Chengdu, China (abandonada antes de producir)                                               |                                         |